# Attagenus havai
Attagenus havai là một loài bọ cánh cứng trong họ Dermestidae. Loài này được Kadej miêu tả khoa học năm 2006.